# Barrado
Barrado – gmina w Hiszpanii, w prowincji Cáceres, w Estramadurze, o powierzchni 21,29 km². W 2011 roku gmina liczyła 451 mieszkańców.